# Gallizien
Gallizien (sloveno: Galicija) è un comune austriaco di 1 775 abitanti nel distretto di Völkermarkt, in Carinzia. Nel 1865 ha inglobato la frazione di Goritschach, già parte del comune di Eberndorf, e nel 1944 quelle di Möchling e Vellach.